# Nález Ústavního soudu Pl. ÚS 106/20 o protiústavnosti regulace pro maloobchodní prodejny
Nález Ústavního soudu Pl. ÚS 106/20 o protiústavnosti regulace pro maloobchodní prodejny (sp. zn. Pl. ÚS 106/20) byl vydán 9. února 2021. Ústavní soud jím zrušil bod I./1. usnesení vlády ze dne 28. ledna 2021 (č. 78, o přijetí nouzového opatření, vyhlášeného pod č. 31/2021 Sb.), kterým se do konce nouzového stavu (14. února 2021) zakazoval prodej a poskytování služeb v maloobchodních prodejnách. Rozhodl tak o návrhu skupiny šedesáti tří senátorů, ve kterém požadovali zrušení určitých bodů v několika usneseních vlády (včetně výše zmíněného) vydaných v časovém rozpětí od 16. listopadu 2020 do 28. ledna 2021. Obsahem napadených usnesení je zavedení krizových opatření zakazujících právě maloobchodní prodej, případně pozměnění či prodloužení účinnosti těchto opatření.
Výše zmíněný bod usnesení vlády č. 78 byl zrušen, zatímco řízení o návrhu na dalších napadených usnesení vlády Ústavní soud zastavil. Ke zrušení bodu I./1. usnesení vlády č. 78 došlo především kvůli nedostatečnému odůvodnění, proč některé typy prodejen dostaly ze zákazu provozu výjimku, zatímco jiné ne.

## Průběh řízení
Původní návrh byl k Ústavnímu soudu doručen v listopadu 2020 a od té doby některá napadená krizová opatření, pro která je charakteristická, jak Ústavní soud uvedl i v nálezu, poměrně krátká „životnost“, přestala být účinná. Vláda proto na návrh skupiny senátorů zareagovala požadavkem řízení zrušit z důvodu skončení platnosti napadených ustanovení, což by podle § 67 odst. 1 zákona o Ústavním soudu byl skutečně legitimní postup. Fakticky ale došlo k nahrazení již neúčinných usnesení dalšími usneseními s velmi podobným zněním, účelem a reálným dopadem, což byl i důvod, proč Ústavní soud umožnil senátorům v průběhu řízení návrh několikrát doplnit o nejnovější obsahově totožné zákazy. Ústavní soud tedy zastavil řízení v případě již neúčinných usnesení a dále se zabýval posouzením ústavnosti usnesení č. 78, které mělo být účinné do konce nouzového stavu 14. února 2021.

## Argumentace navrhovatelky
Skupina senátorů (navrhovatelka) uvedla několik argumentů na podporu faktu, že je z vládního usnesení vyplývající zákaz protiústavní. V návrhu bylo uvedeno, že napadená nařízení zasahují mimo jiné do práva na svobodné podnikání, které garantuje čl. 26 Listiny základních práv a svobod. Hlavní body argumentace se vztahovaly k posouzení nařízení jako diskriminačního (konkrétně opět vztaženo k Listině, čl. 3 o zákazu diskriminace), neracionálního a nepřiměřeného.
Diskriminace se vláda měla dopustit z důvodu nerovného přístupu k podnikatelům, jelikož ze zákazu maloobchodního prodeje byly dále taxativním výčtem určité druhy prodejen vyjmuty, aniž by vláda vysvětlila, proč právě tyto provozovny dostaly výjimku a jiné ne. Jako příklad provozoven, kterým bylo umožněno dále fungovat, lze uvést prodejny zbraní a střeliva či služby stříhání koček a psů. Příkladem provozoven, které naopak výjimku nedostaly jsou poté třeba prodejny obuvi nebo zimního oblečení.
Vláda navíc ponechala v provozu další pracoviště, na kterých prokazatelně dochází k přenosu nákazy více než v maloobchodních prodejnách, a na která se tak podle navrhovatelky zákaz měl vztahovat primárně, pokud je jeho cílem zamezení či alespoň zpomalení šíření nemoci. V tomto bodu tak do hry vstoupila i výše zmíněná iracionalita.

## Argumentace vlády v reakci na návrh
Vláda se k návrhu vyjádřila 22. prosince 2020, kdy také navrhla řízení zastavit z toho důvodu, že napadená usnesení již nebyla účinná. Ústavní soud nicméně povolil navrhovatelce nahradit již neúčinná usnesení obsahově stejnými nebo velmi podobnými pozdějšími usneseními a tudíž návrh na zastavení řízení zamítl.
Vláda předložila důvody, pro které shledala napadená nařízení ústavně konformními. Uvedla, že přijatá opatření, ačkoliv výrazně zasáhla do základních práv a svobod, byla přiměřená cíli, tedy snaze zabránit či alespoň zmírnit dopady šíření onemocnění covid-19. Prohlásila dále, že vzhledem k nutnosti reagovat na dynamické šíření viru nebylo možné vyčkávat na stanoviska odborníků (která se pro naprosto novou povahu situace navíc též mohou rychle vyvíjet) a plnou analýzu užitečnosti jednotlivých opatření. I proto měla za to, že její postup nelze posuzovat přísným testem proporcionality, především co se týče posouzení kroku potřebnosti, kterou lze reálně posoudit až s odstupem času.
Uvedla tedy, že její postupy lze posuzovat pouze testem racionality, který by měl být zaměřen na určení toho, zda měla nařízení legitimní cíl a jevila se pro jeho naplnění jako rozumná. Prostředek, tedy zákaz maloobchodního prodeje (s výjimkou prodeje zboží nutného pro denní životní potřeby obyvatel), podle vlády zapadal do komplexu opatření nutných ke zpomalení šíření epidemie, a ačkoliv se zpětně mohl zdát jako přehnaný, v daný moment přispěl k dosažení cíle, jelikož počty nově nakažených s časovým odstupem od zavedení opatření skutečně klesly.
K určení výjimek ze zákazu se vláda vyjádřila tak, že neexistuje univerzální seznam služeb, které jsou nutné pro denní životní potřebu, a toto rozhodnutí tedy závisí na politické reprezentaci. Ačkoliv v prostředí maloobchodu nemusí být riziko přenosu infekce vysoké, způsobují podle vlády návštěvy provozoven zvýšenou mobilitu, která už k šíření nemoci prokazatelně přispívá.

## Věcné posouzení návrhu Ústavním soudem
Ústavní soud nejprve posuzoval, zda vůbec vláda mohla daná opatření vydat, případně zda je mohla zveřejnit jen několik hodin před nástupem účinnosti. To uzavřel tím, že konkrétní zákaz patří ke kompetenci vlády vydávat krizová opatření a podle zvláštní úpravy v krizovém zákoně není problémem ani krátká doba mezi vyhlášením a účinností zákazu. Na druhou stranu ale uznal, že podle ústavního zákona o bezpečnosti by v krizových opatřeních měla být jednoznačně a konkrétně vymezená omezovaná základní práva, zatímco reálně vláda zakázala maloobchodní prodej paušálně s uvedením velkého množství výjimek. Zařazení některých typů provozoven do těchto výjimek a naopak nezařazení jiných se navíc jeví nelogickým a není jasné, podle jakého klíče vláda postupovala.
Dále Ústavní soud poukázal na fakt, že se zákazem zasahuje přímo do podstaty a smyslu práva podnikat, které zaručuje Listina základních práv a svobod. V dané situaci stojí toto právo proti též v Listině uvedeným základním právům na ochranu zdraví, případně až proti právu na život. Této kolizi se věnovalo další posuzování (ačkoliv k poměření nikdy nedošlo z toho důvodu, že vláda nepředložila dostatečné racionální podklady svého rozhodnutí), přičemž závěr o ústavnosti se vynáší nejen na základě posouzení odůvodněnosti zásahu, ale především určení, zda došlo k diskriminaci. Jinými slovy, Ústavní soud rozhodoval tom, zda bylo v pořádku rozlišování mezi jednotlivými typy maloobchodních provozoven při udělování výjimek ze zákazu provozu. Nejvyšší nárok byl pak kladen na zdůvodnění, proč k onomu odlišnému zacházení došlo.
V rámci testu diskriminace bylo třeba posoudit několik bodů: zda jsou dotčení srovnatelnými skupinami, zda a případně proč je s nimi nakládáno odlišně, zda má na ně odlišné zacházení negativní dopady a zda je ospravedlnitelné. První tři body byly jednoznačně splněny, proto se Ústavní soud dále zabýval tím, zda bylo odlišné jednání ospravedlnitelné. V tom hrála roli především legitimita cíle a přiměřenost zákazů ve vztahu k onomu cíli.
Ústavní soud nezpochybnil existenci legitimního cíle opatření, kterým je v tomto případě zabránit šíření nemoci covid-19 a kolapsu zdravotnického systému a předejít tak újmě na zdraví a životech obyvatel. Ospravedlnitelnost a otázka přiměřenosti odlišného zacházení však závisí i na tom, zda pro něj existují legitimní důvody, respektive zda by nebylo možné cíle dosáhnout i za použití méně invazivních prostředků. Ústavní soud dále opakovaně zmínil, že respektuje složitost situace, nedostatek předchozí zkušenosti a nutnost reagovat při vydávání opatření rychle. Vzhledem k okolnostem tedy připustil, že musí být při posuzování racionality řešení zdrženlivější, jelikož vzhledem k dynamickému vývoji nákazy a situace celkově není možné mít každý krok stoprocentně opřený o závěry odborníků a podobně, protože ty se mnohdy objeví až po čase nebo v nich nemusí panovat shoda. Na druhou stranu řízení probíhalo ve věci opatření, o kterých bylo rozhodnuto po měsících probíhající pandemie a proto již nebylo možné hovořit o absolutním nedostatku vědeckých podkladů, které by se týkaly účinnosti některých krizových opatření.
Na odborná doporučení nelze nikdy zcela rezignovat, vláda musí mít svá rozhodnutí vždy podložena dostupnými informacemi v maximální možné míře. Jinými slovy, v případě regulace práv a povinností jednotlivců, především těch základních, nemůže jít o pouhé instinktivní rozhodnutí či projev politické vůle. K tomu přispívají i odstavce 2 a 3 čl. 2 Listiny základních práv a svobod, kde je zakotven jeden z nejdůležitějších principů právního státu, a to fakt, že zatímco jednotlivci mohou činit vše, co zákon nezakazuje, stát musí vždy jednat jen v přesných mezích toho, co je mu zákonem umožněno. Stát nemůže nikdy jednat libovolně, musí vždy existovat veřejně dostupné, racionální a dostatečné odůvodnění jeho rozhodnutí.
Za dostatečné odůvodnění pak Ústavní soud odmítl považovat tvrzení vlády, že snížení mobility a setkávání lidí v provozovnách má pro expanzi nemoci zásadní význam. Na podporu odmítnutí tohoto odůvodnění uvedl jako příklad to, že lidé využívají maloobchodní prodej většinou v blízkosti svého bydliště, zatímco jinam by museli cestovat, přičemž dlouhodobá jízda v dopravním prostředku k šíření nákazy prokazatelně přispívá. Stejně tak maloobchodní prodejny nejsou podle žádného výzkumu mezi nejrizikovějšími místy přenosu infekce. Tato fakta přispívají k iracionalitě povahy zákazů.
V hektické situaci sice došlo k mírnějšímu posuzování, vláda ale nejenže nevypracovala důvodovou zprávu před vydáním zákazů, což by se dalo prominout, ale ani v rámci řízení před Ústavním soudem nikdy nepředložila dostatečně konkrétní důvody k tomu, proč zvolila právě taková krizová opatření, která zvolila. Nejen že tak nebylo možné vyloučit, že vláda jednala pouze na základě své vlastní libovůle, Ústavní soud vzhledem k nedostatku dostupných materiálů nebyl ani schopen přesně určit, zda mohla existovat i jiná, přiměřenější řešení, či zda se vůbec vláda pokusila takových mírnějších nařízení dobrat. 

## Shrnutí a závěr
Odůvodnění postupu vlády, které nejen že nezveřejnila spolu se zákazy, ale nedodala ani během řízení, je při zasahování do základních práv a povinností občanů zásadní jak právně, tak i z hlediska společenské akceptace, která je pro funkci takových nařízení klíčová. Jednotlivec musí mít v demokratických systémech vždy vyšší postavení než stát, stát nemůže jednat nahodile. Ústavní soud na základě nedostatku odůvodnění zákazů ze strany vlády usoudil, že právě k takovému nahodilému jednání zde došlo, a proto zákaz maloobchodního prodeje a poskytování služeb v provozovnách zrušil. Dodal přitom, že si uvědomuje, že k publikaci nálezu a tudíž jeho účinnosti dojde až po skončení platnosti krizového opatření, rozhodnutí je ale důležité do budoucna, aby se jím dalo řídit u případných dalších omezujících opatření.

## Odlišná stanoviska
Soudci Jaroslav Fenyk, Josef Fiala a Vladimír Sládeček zaujali k nálezu Ústavního soudu odlišná stanoviska.
Jaroslav Fenyk vyjádřil nesouhlas se zrušením usnesení vlády především z toho důvodu, že tím podle něj Ústavní soud porušil zásadu zdrženlivosti a vstoupil na pole politického rozhodování. Úvahou o potřebnosti či nepotřebnosti konkrétních protiepidemických opatření totiž nahradil vládu. Jaroslav Fenyk upozorňuje, že Ústavní soud nemůže být zároveň soudem a zákonodárcem a překročil tak tímto nálezem své kompetence. Dále vytkl Ústavnímu soudu „schizofrenní přístup“ k požadavkům na odůvodnění vládních předpisů, přičemž zdůraznil i to, že Ústava nestanoví nutnost přítomnosti odůvodnění v právním předpisu. Komunikaci s veřejností či rozhodnutí, ke kterým odborníkům se přiklonit, označil za sféru politické odpovědnosti, ke které vzniká zpětná vazba striktně ve volbách. Ústavní soud by měl být zdrženlivý též v účasti v odborné debatě, především v době krize. Poukázal v odlišném stanovisku ještě na veřejně přístupné podklady jako například Protiepidemický systém („PES“), které Ústavní soud v nálezu vůbec nevzal v potaz. Závěrem uvedl, že Ústavní soud měl, pokud vůbec, zrušit pouze ty výjimky, které označil za nelogické, nikoliv celé opatření.
Josef Fiala zopakoval námitku o principu sebeomezení a zdrženlivosti a dodal, že považuje zrušení restriktivního opatření v době pandemie za nezodpovědné.
Stanovisko Vladimíra Sládečka směřovalo především k procesnímu postupu při přijetí nálezu. Nedošlo podle něj k dostatečnému projednání připomínek některých soudců a při pozměňování odůvodnění se obě verze lišily o předem neprojednané pasáže. Dále konstatoval, že mu některá argumentace v nálezu připadá nekonzistentní až protiřečící si.